# Santo Tomás (Chiriquí)
Santo Tomás es un corregimiento del distrito de Alanje en la provincia de Chiriquí, República de Panamá. La localidad tiene 1.259 habitantes (2010).